# Calliphora vomitoria
Calliphora vomitoria o mosca vironera, mosca saballonera, mosca vermenera, mosca cuquera o mosca de cucs és una espècie de dípter braquícer de la família dels cal·lifòrids. És una mosca comuna de distribució cosmopolita i l'espècie tipus del gènere Calliphora. Espècies similars inclouen Calliphora vicina i les del gènere Lucilia, parents propers que es poden distingir per la seva lluïssor verd metàl·lic.

## Història natural
Els adults de C. vomitoria s'alimenten de nèctar, mentre que les larves s'alimenten de cadàvers d'animals. Els adults són també pol·linitzadors de certes flors d'olor forta. La femella pon els seus ous als llocs on s'alimentaran les larves, generalment en carn en putrefacció, escombraries o excrements.
Les larves, d'un color blanc pàl·lid, aviat desclouen els ous i començant a alimentar-se immediatament de la matèria en descomposició on neixen. Al cap d'uns pocs dies d'alimentació, acaben el seu creixement. S'arrosseguen a un lloc sec on poder excavar a la terra o matèria similar per a pupar en capolls marrons. Al cap de dues o tres setmanes, els adults emergeixen per aparellar-se, començant de nou el cicle. Durant el temps fred, pupes i adults poden hibernar fins que les temperatures més altes que reviuen.

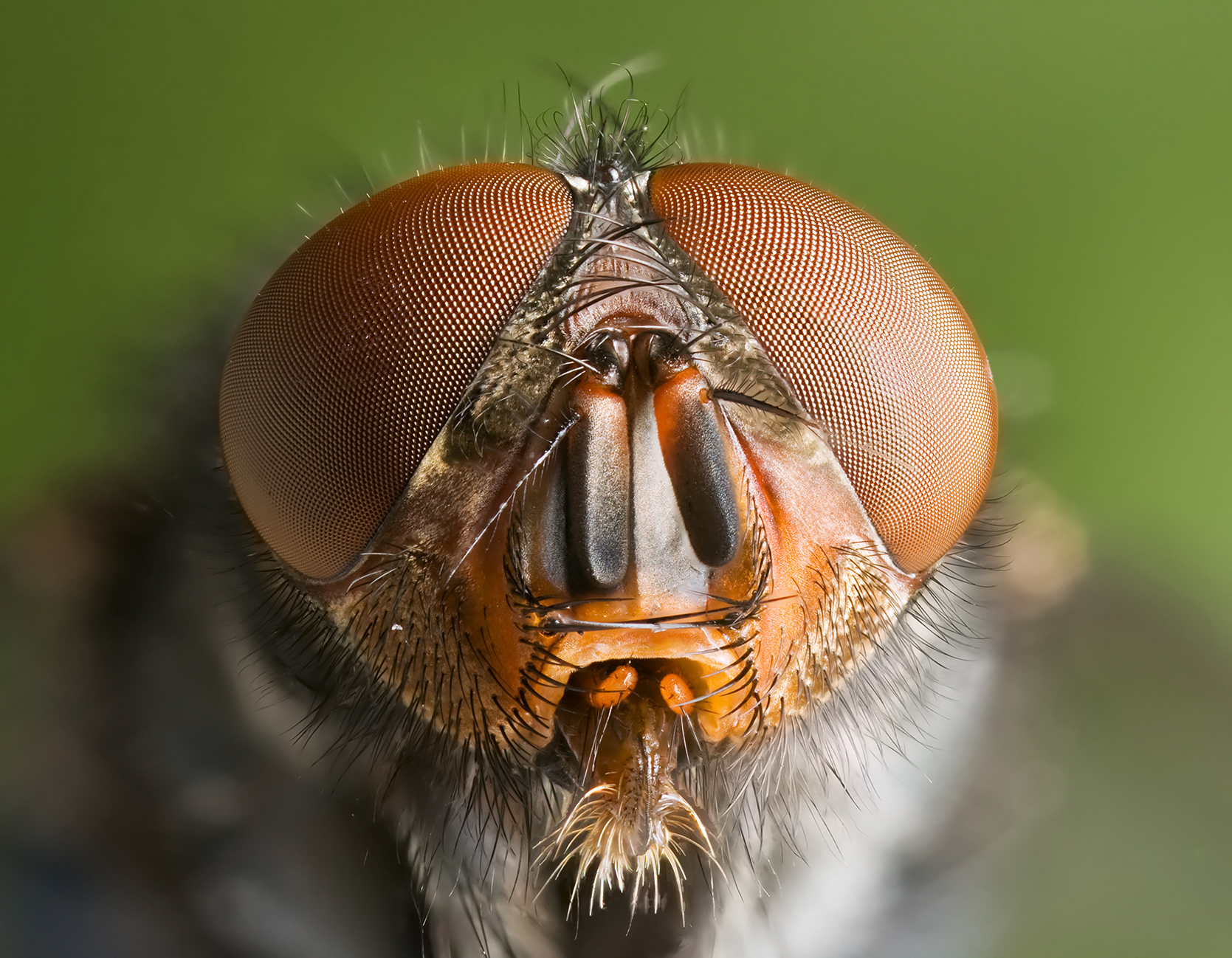
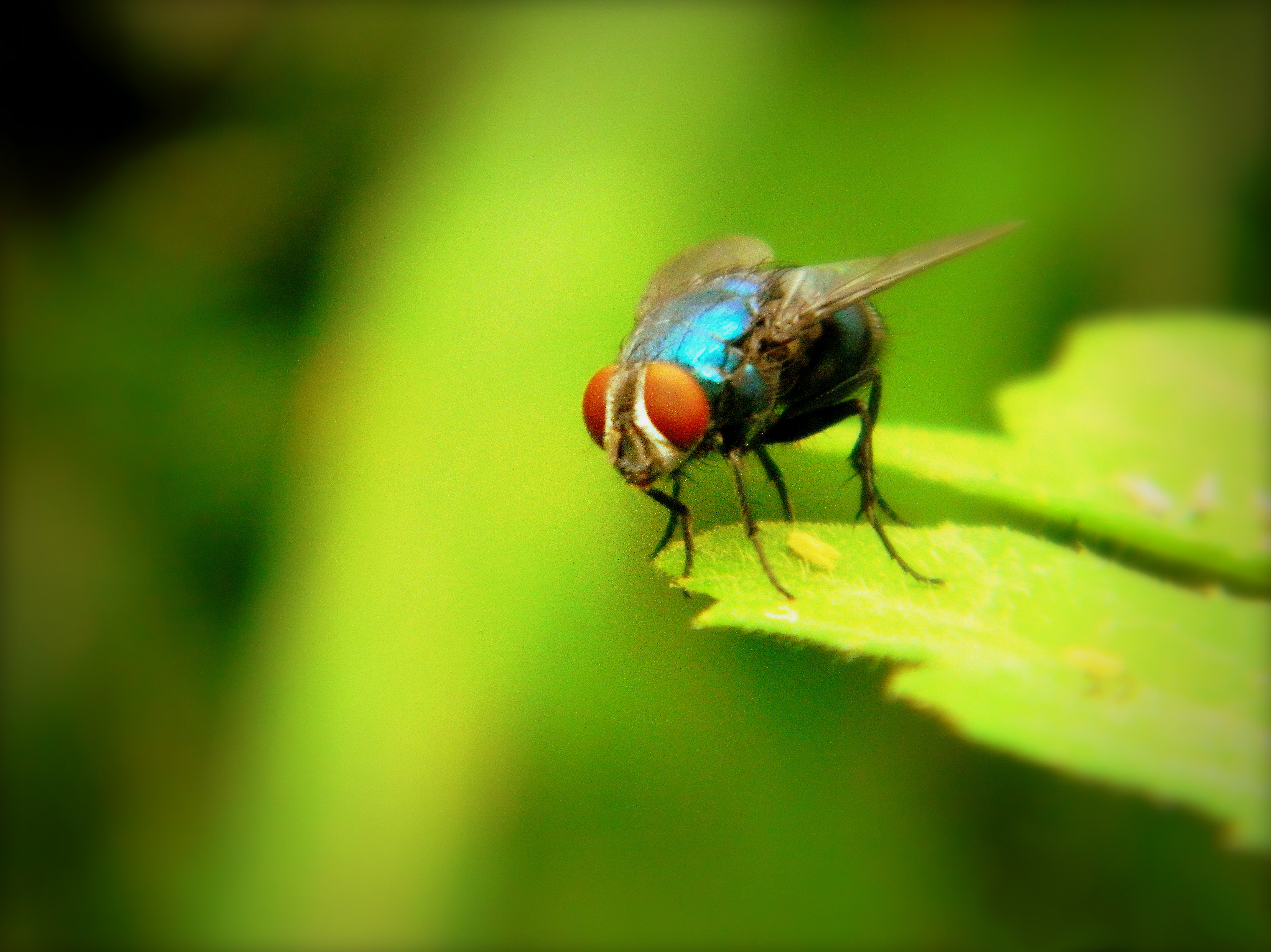